# 영신여객 (서울)
영신여객자동차 주식회사(榮信旅客自動車 株式會社)는 서울특별시 시내버스 운송 업체로, 본사는 서울특별시 강북구 삼양로173길 22 (우이동)에 있다.

## 역사
- 1960년 6월 9일 서울버스공사로 광주고속 서울 강북구 영업소 분리 독립 설립되었으며, 1966년 6월 14일 상호명을 서울버스공사에서 영신여객으로 변경되었다.
- 두 개의 간선버스 노선과 한 개의 지선버스 노선을 운영중이다.

## 운행 노선
2024년 12월 22일 기준이다.
| 운행노선 | 운행구간 | 운행구간 | 운행구간       | 배차간격 (분) | 인가 대수 | 비고                 |
| -------- | -------- | -------- | -------------- | ------------- | --------- | -------------------- |
| 109번    | 우이동   | ↔        | 광화문         | 4~12          | 14        | 구 1122번            |
| 120번    | 우이동   | ↔        | 서울시동부병원 | 4~15          | 32        | 구 6-1번. 구 1217번  |
| 1167번   | 우이동   | ↔        | 은행사거리     | 15~25         | 13        | 2018년 8월 24일 신설 |

## 이전 보유노선

### 개편 전 노선

#### 도시형버스
- 6번: 우이동 도선사 - 수유역 - 미아삼거리역 ↔ 성균관대 → 창경궁로 → 퇴계로 → 세종로 → 율곡로 → 성균관대 (동아운수 101번이 계승)

#### 좌석버스
- 11번: 우이동 ↔ 수유리 ↔ 미아사거리 ↔ 창경궁 ↔ 안국동 → 광화문 → 시청 → 서울역 → 롯데백화점 → 안국동(1984년 삼영교통에 양도)

### 개편 후 노선

#### 지선버스
- ● 1122번(신설노선): 우이동 도선사 - 화계사입구 ↔ 길음역 → 고려대 → 보문역 → 성신여대입구역 → 아리랑고개 → 길음역 (2004년 8월 5일 간선버스 109번으로 형간 전환 및 노선 연장.)
- ● 1166번: 도선사 - 국민대학교 (2018년 8월 24일 폐선)
- ● 1217번(구 6-1번): 2005년 9월 1일 간선버스 120번으로 형간 전환.
- ● 1219번(구 442번): 2005년 4월 지선버스 1166번으로 번호 변경 및 노선 단축.

## 보유 차량
- 현대자동차 - 뉴 슈퍼 에어로시티, 저상 뉴 슈퍼 에어로시티

## 갤러리

서울시내버스 109번
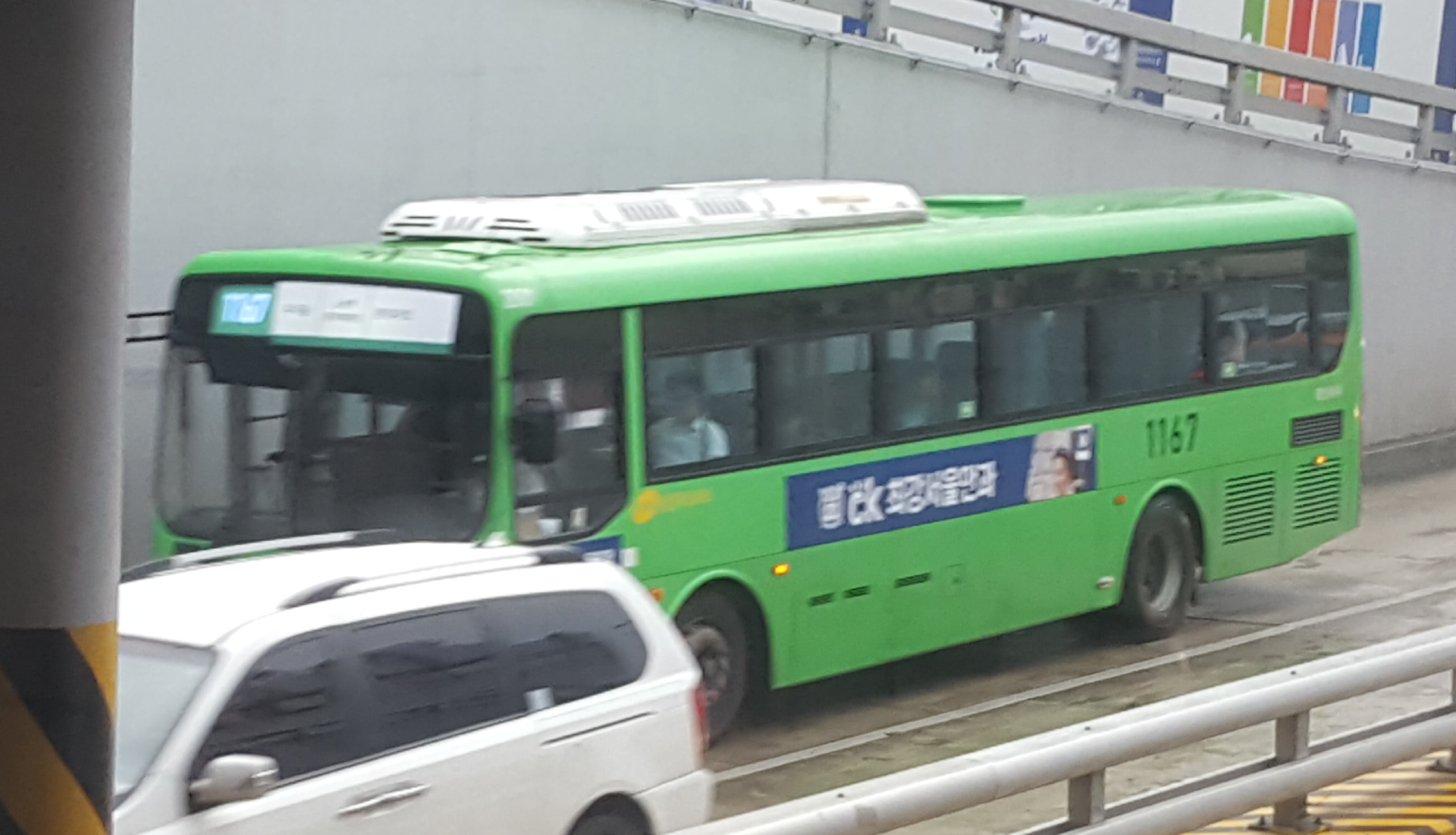
서울시내버스 1167번

## 같이 보기
- 동아운수
- 삼양교통
- 선일교통